# Internationale Ärztekommission von Katyn

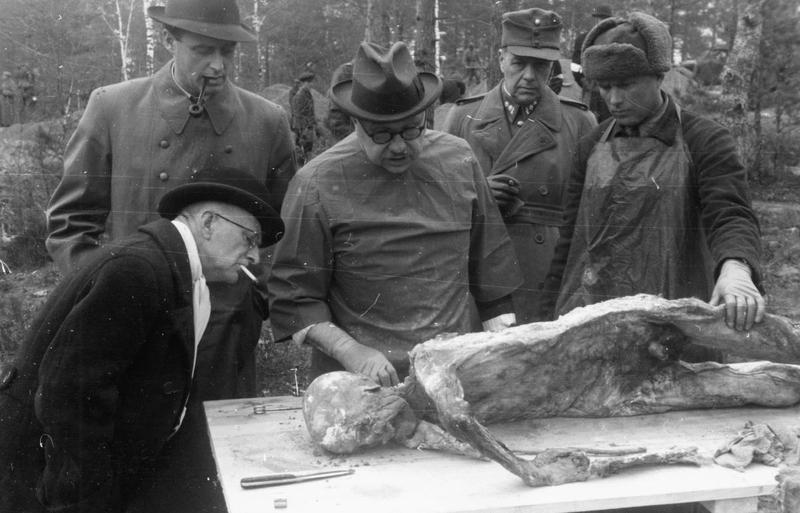
François Naville, Helge Tramsen, Ferenc Orsós, Arno Saxén und ein Helfer in Katyn (von links)

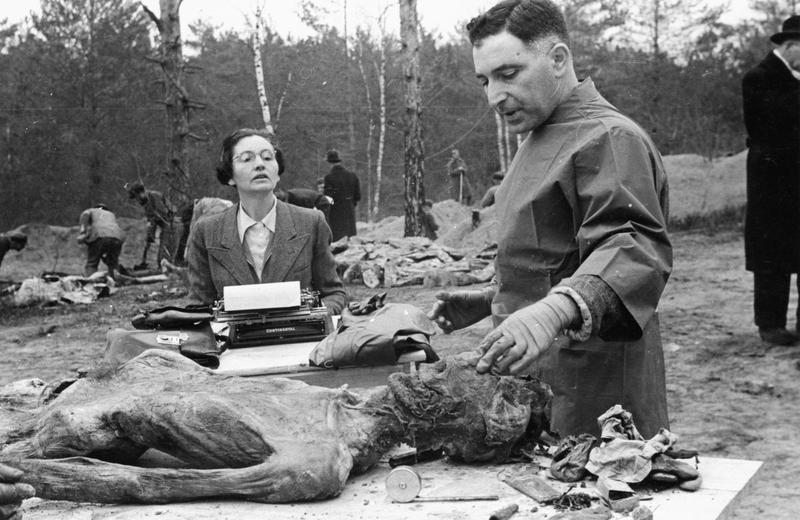
Vincenzo Palmieri mit einer Assistentin in Katyn

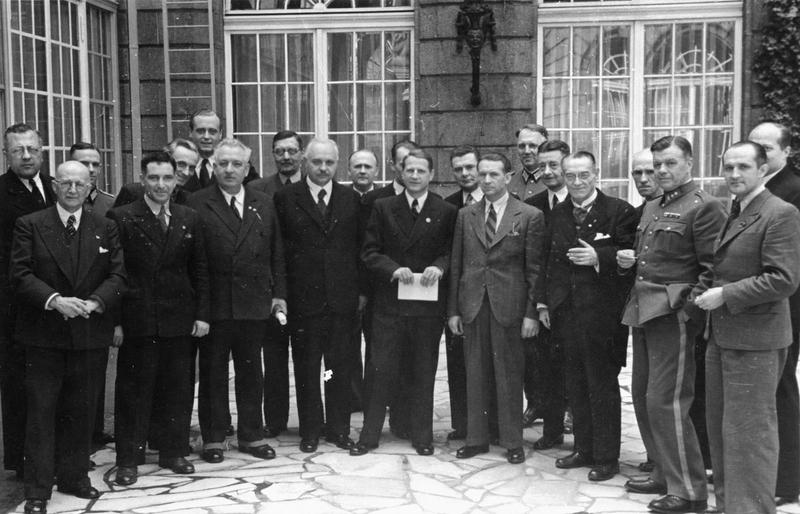
Die Kommission zurück in Berlin, 1943

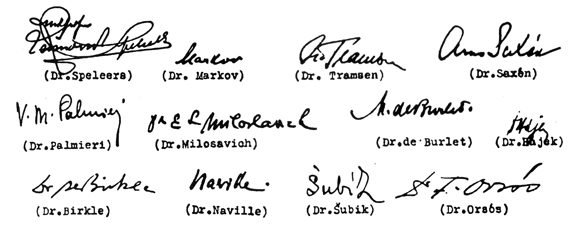
Unterschriften der Kommissionsmitglieder am 30. April 1943

Die Internationale Ärztekommission von Katyn war eine Gruppe von Medizinern aus zwölf Ländern, die auf Einladung des Reichsgesundheitsführers Leonardo Conti Ende April 1943 Leichen der im Massaker von Katyn erschossenen polnischen Offiziere untersuchten, die Soldaten der Wehrmacht nach Hinweisen aus der Bevölkerung in einem Wald unweit des russischen Dorfes Katyn in Massengräbern entdeckt hatten. Die Kommission kam zum Ergebnis, dass die Massenexekutionen im Frühjahr 1940 stattgefunden hatten. Dieser Zeitraum sprach für eine Täterschaft der sowjetischen Geheimpolizei NKWD. 

## Vorgeschichte
Soldaten der Wehrmacht hatten im Februar 1943 in einem Wald unweit des russischen Dorfes Katyn bei Smolensk Massengräber mit mehreren Tausend Leichen polnischer Offiziere gefunden. Als Propagandaminister Joseph Goebbels Anfang April 1943 davon erfuhr, regte er die Bildung der Ärztekommission an, sie sollte die zentrale Rolle in der von ihm angeordneten Katyn-Kampagne spielen. Auf diese Weise sollte ein Keil in das Bündnis zwischen den Westalliierten und die Sowjetunion unter Stalin getrieben werden. Die ausländischen Ärzte, die von Reichsgesundheitsführer Conti eingeladen wurden, sollten bestätigen, dass die sowjetische Geheimpolizei NKWD die Massenmorde begangen hat.
Das Auswärtige Amt bekam den Auftrag, Medizinprofessoren vor allem aus neutralen Ländern für die Reise nach Katyn zu gewinnen. Die diesbezüglichen Bemühungen der deutschen Botschaften in Stockholm, Lissabon und Ankara blieben allerdings erfolglos. Doch in Madrid nahm der Medizinprofessor Antonio Piga die Einladung dazu an. Nach seinem Eintreffen in Berlin bekam er von der dortigen spanischen Botschaft allerdings die Anweisung, die Reise nicht weiter fortzusetzen. Gegenüber den deutschen Gastgebern gab er als Grund für seine Absage eine plötzliche Erkrankung an und kehrte nach Spanien zurück. Reichsaußenminister Joachim von Ribbentrop schenkte dieser Begründung keinen Glauben und wies die deutsche Botschaft in Madrid an, gegenüber der spanischen Führung sein Befremden über das Ausscheiden Pigas aus der Delegation vorzubringen. Piga vertrat bei einer Befragung durch amerikanische Diplomaten 1952 die Auffassung, dass die Alliierten im Frühjahr 1943 Druck auf die spanische Regierung ausgeübt hätten, damit sie ihn aus der Kommission zurückziehe.

## Mitglieder
Die Delegation, die zunächst im Berliner Hotel Adlon einquartiert und instruiert wurde, zählte zwölf Mitglieder. Nur ein einziges kam aus einem neutralen Land, nämlich der Schweiz. Elf von ihnen waren Professoren, neun davon Spezialisten für Gerichtsmedizin:
- Der Rumäne Alexandru Birkle (1896–1986) (in rumänischen Quellen auch: Bircle). Im Ersten Weltkrieg hatte er sich freiwillig zu den rumänischen Streitkräften für den Kampf gegen Österreich-Ungarn gemeldet.[7]
- Der Niederländer Herman Maximilien de Burlet (1883–1958), promoviert an der Universität Zürich, war Kanzler der Universität Groningen und Mitglied der Nationaal-Socialistische Beweging.[8]
- Der Tscheche František Hájek (1886–1962), der Vertreter des Reichsprotektorats Böhmen und Mähren, war vor dem Krieg Dekan der Medizinischen Fakultät der tschechischen Karlsuniversität. Nach deren Schließung durch die deutschen Besatzer konnte er zur Deutschen Universität Prag überwechseln und dort unter einem deutschen Ordinarius weiterarbeiten.[9]
- Der Bulgare Marko Markow (1901–1967) war Professor an der Universität Sofia.[10]
- Der Kroate Eduard Miloslavich (1884–1952), der als Sohn kroatischer Immigranten in Oakland (Kalifornien) geboren worden war und somit US-Bürger war, hatte an der Universität Wien studiert. Zu Kriegsbeginn nahm der konservative Katholik das Angebot an, in Zagreb, mittlerweile Hauptstadt des Unabhängigen Staates Kroatien, den Lehrstuhl für Gerichtsmedizin zu übernehmen, er passte damit auch die Schreibweise seines Familiennamens an: Miloslavić.[11]
- Der Schweizer François Naville (1883–1968) trat ohne offizielle Unterstützung, aber nach Konsultationen mit dem Schweizer Aussenministerium und dem Internationalen Komitee vom Roten Kreuz (IKRK) die Reise an.[12]
- Der Ungar Ferenc Orsós (1879–1962) hatte in Budapest einen nationalsozialistischen Ärzteverband gegründet und Rassegesetze nach dem Vorbild des Deutschen Reichs gefordert.[13]
- Der Italiener Vincenzo Palmieri (1899–1994) aus Neapel, ein sozial engagierter Katholik, hielt Distanz zum Regime von Benito Mussolini.[14]
- Der Finne Arno Saxén (1900–1952) aus Helsinki war Militärarzt im Range eines Oberstleutnants.[15]
- Der Belgier Reimond Speleers (1876–1951), Dekan der medizinischen Fakultät in Gent, war Aktivist des Vlaams Nationaal Verbond. Bereits im Ersten Weltkrieg hatte er mit den deutschen Besatzern kollaboriert, weshalb er in der Zwischenkriegszeit im niederländischen Exil gelebt hatte.[16]
- Der Slowake František Šubík (1903–1982) von der Universität Bratislava war Leiter des Gesundheitswesens der Slowakei.[17] Er hatte sich unter dem Pseudonym „Andrej Žarnov“ auch einen Namen als Dichter und Übersetzer polnischer Lyrik gemacht.[18]
- Der Däne Helge Tramsen (1910–1979) war mit 32 Jahren das jüngste Delegationsmitglied, als einziger verfügte er über keinen Professorentitel. Er war Mitglied einer dänischen Widerstandsgruppe.[19]

Die französische Regierung in Vichy entsandte den obersten Inspekteur des militärischen Sanitätsdienstes, den Medizinprofessor André Costedoat, als Beobachter. Er reiste mit der Ärztekommission nach Katyn, beteiligte sich aber nicht an deren Arbeiten. Premierminister Pierre Laval musste ihm persönlich die Reise befehlen, da Costedoat sich zunächst dagegen gesträubt hatte. Zuvor hatte Laval den prominenten Gerichtsmediziner Charles Paul vergeblich aufgefordert, an den Untersuchungen im Wald von Katyn teilzunehmen. Das Justizministerium schickte eine Mitteilung an die deutsche Botschaft Paris, dass sich Paul ohne Angabe von Gründen geweigert habe.

## Aufenthalt in Smolensk und Katyn
Die zwölf Experten wählten den Ungarn Orsós zu ihrem Sprecher, weil er nicht nur sehr gut Deutsch, sondern auch Russisch sprach. In Smolensk, wo die Delegation sich vom 28. bis 30. April 1943 aufhielt, wurde sie im Auftrag des dort stationierten Stabes der Heeresgruppe Mitte von Oberstleutnant Rudolf-Christoph von Gersdorff betreut, der zu der Smolensker Gruppe von Hitler-Gegnern um Oberst Henning von Tresckow gehörte.
Im Wald von Katyn erklärte der Forensiker der Heeresgruppe Mitte, der Breslauer Lehrstuhlinhaber Gerhard Buhtz, den ausländischen Ärzten die Exhumierungsarbeiten. Er forderte jeden der Gerichtsmediziner auf, sich eine Leiche zur Obduktion auszusuchen. Der Schweizer Naville und der Finne Saxén beteiligten sich allerdings nicht daran, sondern beobachteten nur die Untersuchungen.
Naville und der Bulgare Markow äußerten gegenüber dem die Dienstaufsicht führenden Oberstleutnant von Gersdorff nach dessen Aussage, dass sie keine Zweifel an der sowjetischen Täterschaft hätten. Der Slowake Šubík sagte dem Krakauer Gerichtsmediziner Marian Wodziński, der eine polnische Expertengruppe in Katyn leitete, dass er über deutsche Kriegsverbrechen gut informiert sei, aber in diesem Fall die Täter zweifelsfrei auf sowjetischer Seite zu suchen seien.
Orsós untersuchte mit einem Mikroskop auch Proben von den jungen Kiefern, die zur Tarnung auf die Massengräber gepflanzt worden waren. Er kam anhand der Wachstumsringe zum Ergebnis, dass sie fünf Jahre alt waren. Eine Verfärbung zwischen dem zweiten und dritten Jahresring belegte nach Orsós' Worten, dass sie 1940 umgepflanzt worden seien. Orsós wurde von der deutschen Presse mit den Worten zitiert, sowjetische Flugzeuge hätten versucht, die Arbeit der Kommission durch Luftangriffe zu stören, doch hätten deutsche Kampfflieger sie zurückgeschlagen.
Dem Dänen Tramsen wurde nach Abschluss der Untersuchungen gestattet, den Schädel des von ihm obduzierten Opfers zu Demonstrationszwecken mit nach Kopenhagen zu nehmen. Auch Miloslavich bekam die Erlaubnis, einen Schädel aus den Massengräbern in seinem Institut in Zagreb genauer zu untersuchen.

## Abschlussbericht
Der noch in Smolensk unter Federführung Orsós' verfasste Abschlussbericht der Kommission enthielt keinen direkten Hinweis auf die Täter. Als Todesursache führte er ausschließlich Genickschüsse an. Der Verwesungszustand der Leichen belege, dass diese mindestens drei Jahre in der Erde gelegen hätten, deren Winterkleidung sowie das Fehlen von Mückenstichen und Insektenlarven ließen den Schluss zu, dass die Massengräber zur kalten Jahreszeit angelegt worden seien. Die bei den Toten gefundenen Schriftstücke stammten ausnahmslos aus dem Winter 1939/40. Alle Indizien zusammengenommen ergäben, dass die Exekutionen im Frühjahr 1940 stattgefunden hätten.
Die zwölf Mitglieder der Kommission unterzeichneten den Bericht noch in Smolensk. Ein Fotograf lichtete die Seite mit den Unterschriften gesondert ab. Später bekam jedes Mitglied der Kommission ein Exemplar des Berichtes, ein Foto mit den Unterschriften war an den Text geheftet. Die Delegationsmitglieder einigten sich darauf,  keine Stellungnahmen dazu abgeben. Nach der Rückkehr nach Berlin übergab Orsós am 4. Mai 1943 den Bericht an Reichsgesundheitsführer Conti. In Auszügen wurde er im Parteiorgan Völkischer Beobachter veröffentlicht und über die nationalsozialistische und befreundete faschistische Presse publik gemacht. Das Auswärtige Amt schlug vor, mit den Ärzten eine Pressekonferenz zu veranstalten, doch dagegen schritt Goebbels ein, in sein Tagebuch trug er ein: „Ich halte es nicht für zweckmäßig, international anerkannte Gelehrte als Paradepferde unserer Propaganda zu benutzen.“ Der Bericht wurde Bestandteil des „Amtlichen Materials zum Massenmord von Katyn“, das das Auswärtige Amt im Juni 1943 veröffentlichte.
In den USA und in Großbritannien wurde der Bericht der Ärztekommission offiziell ignoriert. Gutachter des Foreign Office in London wiesen in internen Berichten (zusammengefasst im Butler-Memorandum aus der Feder des amtlich bestellten Historikers Rohan D’Olier Butler) darauf hin, dass Orsós prodeutsch und überdies antisemitisch eingestellt sei, so dass er nicht glaubwürdig sei.
Moskau reagierte nach der Rückeroberung der Region Smolensk im September 1943 mit der Entsendung einer eigenen Untersuchungskommission, der Burdenko-Kommission, die die Aufgabe bekam, die deutsche Täterschaft zu propagieren.

## Folgen für die Mitglieder

### Nach der Rückkehr in die Heimatländer
Helge Tramsen traf in Berlin einen Kontaktmann des dänischen Widerstandes, der ihm Fotos der Möhnetalsperre und der Edertalsperre übergab. Aus Dänemark wurden sie über Schweden nach London weitergeleitet. Die Royal Air Force bombardierte zwei Wochen später die beiden Talsperren. Die deutschen Besatzungsbehörden forderten Tramsen auf, gegen Honorar Vorträge über Katyn zu halten, doch lehnte er dies ab. Tramsen nahm wenig später am Überfall einer Widerstandsgruppe auf ein deutsches Waffenlager teil, doch stellte ihn dabei ein dänischer Polizist. Die Gestapo folterte ihn beim Verhör, ließ ihn allerdings auf Weisung aus Berlin am Leben, weil er zu der Katyn-Kommission gehört hatte. Bis zum Kriegsende blieb er in deutscher Haft. Der Schädel des polnischen Offiziers, den er nach Kopenhagen mitgebracht hatte, kam ins Magazin des Gerichtsmedizinischen Instituts. 2005 wurde er dort wiederentdeckt und schließlich in Polen beigesetzt.
Arno Saxén lehnte die Aufforderung der deutschen Botschaft in Helsinki ab, Vorträge über Katyn zu halten. Ebenso hielt es François Naville in Genf, den die deutsche Botschaft in Bern bedrängte. Doch erhielten sowohl die Schweizer Regierung als auch das IKRK seinen Bericht zugeleitet.
Auch Ferenc Orsós lehnte die Bitte der deutschen Botschaft in Budapest ab, in der Presse zu Katyn Stellung zu nehmen. Wohl sei er bereit, ein Referat vor Gerichtsmedizinern zu halten. Zwei Monate später gehörte er zu der Ärztekommission, die, erneut eingeladen von den Deutschen, Massengräber von NKWD-Opfern im ukrainischen Winnyzija untersuchte. Mit von der Partie war von der Katyn-Gruppe auch der Rumäne Alexandru Birkle.
Die in Prag unter deutscher Kontrolle erscheinende Zeitung „České slovo“ ließ František Hájek ausführlich mit seinem Katyn-Bericht zu Wort kommen. In Bratislava zitierte die Presse František Šubík mit seinen Anschuldigungen an die Adresse der sowjetischen Geheimpolizei NKWD.
Herman Maximilien de Burlet beschuldigte im niederländischen Rundfunk die sowjetische Geheimpolizei der Täterschaft. Sein belgischer Kollege Reimond Speleers hielt in sechs Städten Vorträge über Katyn.
Vincenzo Palmieri gab keine öffentliche Stellungnahme zu Katyn ab, doch publizierte er den Bericht der Ärztekommission in der Zeitschrift „La Vita Italiana“.

### In den Nachkriegsjahren
Die im sowjetischen Machtbereich lebenden Mitglieder der Kommission wurden von der sowjetischen Geheimpolizei NKWD gesucht, gegen die aus Westeuropa stammenden organisierten kommunistische Parteien Kampagnen:
- Alexandru Birkle wurde nach dem Einmarsch der Roten Armee in Bukarest vom NKWD gesucht. Er konnte sich bei Freunden verstecken. 1946 verurteilte ihn ein Militärgericht in Abwesenheit wegen Kollaboration mit den Deutschen zu 20 Jahren Arbeitslager. Die kommunistischen Behörden Rumäniens ließen seine Frau und seine Tochter für einen Monat festnehmen, doch machten diese keine Angaben über das Versteck. Für zehn Goldmünzen kauften seine Angehörigen für ihn einen gefälschten Pass, mit dem er sich über Ungarn nach Österreich absetzte. Von dort zog er zunächst nach Peru weiter. 1952 sagte er anonym vor der Madden-Kommission des US-Kongresses aus, die die Causa Katyn untersuchte. Wenig später wurde er bei einem Verkehrsunfall schwer verletzt, der Unfallhergang blieb unklar. Seine in Rumänien zurückgebliebene Frau und die Tochter wurden ebenfalls 1952 „wegen Kollaboration mit dem Staatsfeind“ zu je fünf Jahren Zwangsarbeit verurteilt.[55]
- Herman Maxilien de Burlet hatte nach dem Krieg zunächst in der Schweiz Zuflucht gesucht und war dann nach Westdeutschland gezogen. Ein niederländisches Gericht verurteilte ihn in Abwesenheit wegen Kollaboration mit den deutschen Besatzern zu vier Jahren Gefängnis und Verlust der Bürgerrechte für zehn Jahre.[56]
- František Hájek wurde im Juni 1945 in Prag vom NKWD verhaftet. Nach drei Wochen Haft unterzeichnete er eine Erklärung, in der er die Deutschen der Täterschaft in Katyn beschuldigte. Er kam daraufhin frei und konnte wieder den Lehrstuhl für Gerichtsmedizin in Prag übernehmen. Er publizierte einen 22-seitigen Report über die Ärztekommission. Darin schilderte er, dass deren Mitglieder in Katyn von den Deutschen unter Druck gesetzt worden seien, die sowjetische Täterschaft zu attestieren.[57] Im Rahmen der sowjetischen Kampagne gegen die Madden-Kommission druckte das Parteiorgan „Prawda“ am 12. März 1952 eine Erklärung Hájeks ab, in der dieser den Bericht der sowjetischen Burdenko-Kommission von 1944, der die Deutschen der Täterschaft beschuldigte, als korrekt bezeichnete.[58] Vor der Madden-Kommission bestätigten allerdings François Naville, Vincenzo Palmieri und Helge Tramsen, dass Hájek in Gesprächen mit ihnen keinerlei Zweifel an der sowjetischen Täterschaft geäußert habe.[59]
- Marko Markow wurde Ende 1944 in Sofia vom NKWD verhaftet. Wegen Kollaboration mit den Deutschen wurde ihm die Todesstrafe angedroht. Nachdem er aber schriftlich erklärt hatte, dass die Deutschen ihn in Katyn zu seiner Unterschrift unter den Bericht der Ärztekommission gezwungen hätten, sprach ihn im Februar 1945 der Volksgerichtshof frei.[60]  Auf Bulgarisch und Deutsch erschien unter seinem Namen eine Broschüre mit dem Titel „Genickschuss“ (Изстрел в тила), die die Version der Burdenko-Kommission bestätigte.[61] Markow trat im Juli 1946 als Zeuge der sowjetischen Anlage beim Prozess gegen die Hauptkriegsverbrecher vor dem Internationalen Militärgerichtshof in Nürnberg auf.[62]
- Eduard Miloslavich wurde 1945 in Abwesenheit von einem jugoslawischen Gericht zum Tode verurteilt. Doch war er rechtzeitig aus Kroatien geflohen und in die USA zurückgekehrt.[63] 1952 sagte er vor der Madden-Kommission aus. Er erregte während seiner Befragung Aufsehen, als er bei einem Kommissionsmitglied die Exekutionstechnik des NKWD vorführte.[64] Wenige Monate später erlag Miloslavich auf einem Medizinerkongress in Madrid einem Herzinfarkt.[65]
- François Naville sah sich in Genf Angriffen von Seiten der kommunistischen Fraktion im Stadtrat ausgesetzt, die dort 36 der 100 Sitze einnahm. In einem Bericht, den er vor dem Großen Rat des Kantons Genf verlas, wies er den Vorwurf der Kollaboration mit den Deutschen zurück. Der Rat stellte sich mehrheitlich hinter ihn.[66] Eine Einladung, vor dem Internationalen Militärtribunal in Nürnberg als Zeuge der deutschen Verteidigung in der Causa Katyn auszusagen, lehnte er ab. Er beschied dem deutschen Anwalt Otto Stahmer, der Reichsmarschall Hermann Göring verteidigte, er habe dem Untersuchungsbericht vom April 1943 nichts hinzuzufügen.[67] 1952 bestätigte er bei seiner Anhörung durch die Madden-Kommission in Frankfurt, dass er keineswegs bei der Reise nach Katyn 1943 von den Deutschen unter Druck gesetzt worden sei. Die Schweizer Behörden hatten ihm zuvor abgeraten, sich der Kommission zur Verfügung zu stellen.[68] Posthum wurde Naville 2007 vom polnischen Staatspräsidenten Lech Kaczyński mit dem Komturkreuz für Verdienste um die Republik Polen ausgezeichnet.[69]
- Ferenc Orsós konnte rechtzeitig vor dem Einmarsch der Roten Armee aus Budapest fliehen. Das Kriegsende erlebte er in Halle an der Saale. Von dort schlug er sich nach Westdeutschland durch. 1952 sagte er in Frankfurt vor der Madden-Kommission aus.[70]
- Vincenzo Palmieri wurde in den ersten Nachkriegsjahren heftig von den italienischen Kommunisten wegen seiner Reise nach Katyn angegriffen. Das Parteiorgan L’Unità führte eine Kampagne gegen ihn. Die Kommunisten im Stadtrat forderten seine Relegation von der Universität. Doch eine Mehrheit fanden sie nicht dafür.[71]  Als er auch Morddrohungen erhielt, vergrub er seine Fotodokumentation aus Katyn in seinem Garten. 1962 besiegte er als Kandidat der Democrazia Cristiana den hochfavorisierten Sozialisten Achille Lauro bei den Bürgermeisterwahlen in Neapel, doch musste er nach nur zehn Monaten das Amt wieder aufgeben.[72]
- Arno Saxén floh 1945 zunächst aus Finnland nach Schweden, kehrte aber schon nach sechs Monaten nach Helsinki zurück. Dort musste er sich vor einer Kommission wegen seiner Reise nach Katyn rechtfertigen. Vertreter der sowjetischen Botschaft bedrängten ihn, seine Unterschrift unter den Bericht der Ärztekommission zurückzuziehen, doch Saxén gab dem Druck nicht nach. Das Verfahren gegen ihn wurde eingestellt. Kurz vor der bereits vereinbarten Befragung durch die Madden-Kommission erlitt er 1952 bei einer Konferenz in Zürich einen Herzinfarkt und starb. Da er sich zuvor bester Gesundheit erfreut hatte, gab sein Tod Anlass zu Spekulationen, dass dieser nicht natürlich gewesen sei, doch leiteten die Behörden keine Untersuchungen ein.[73]
- Reimund Speleers wurde 1945 von den belgischen Behörden inhaftiert. In seinem Haus fanden Mitglieder einer kommunistischen Gruppe seine Katyn-Dokumentation und verbrannten sie sofort. Wegen Kollaboration mit den Deutschen wurde er zu 25 Jahren Gefängnis verurteilt. Er starb 1951 im Gefängnis von Aalst.[74]
- František Šubík gelang im Sommer 1945 mit seiner Familie die Flucht aus Bratislava über Österreich nach Bayern. Doch lieferten ihn die amerikanischen Besatzungsbehörden an die Tschechoslowakei aus, wo er sogleich in Untersuchungshaft genommen wurde. Ihm wurde nicht nur Kollaboration mit den Deutschen vorgeworfen, sondern auch die Entfernung jüdischer Ärzte aus dem Gesundheitswesen der Slowakei. Doch entlastete ihn das Ärztekolleg. Er verlor seinen Professorentitel, wurde zu zwei Jahren Gefängnis verurteilt und musste anschließend als Landarzt arbeiten. Auch durfte er nicht mehr publizieren, seine Werke wurden aus den Bibliotheken entfernt. 1952 unternahm er mit seiner Familie einen zweiten Fluchtversuch, der dieses Mal glückte. In der US-Botschaft in Wien verfasste er einen Bericht für die Madden-Kommission und erhielt anschließend ein US-Visum.[75]
- Helge Tramsen sah sich 1945 von Seiten der dänischen Kommunisten dem Vorwurf der Kollaboration mit den Deutschen ausgesetzt. Doch entlasteten ihn Mitglieder der Widerstandsgruppe, der er angehört hatte. 1970 kam seine Tochter, die mit einem polnischen Musiker liiert war, in Warschau ums Leben. Nach Mitteilung der Behörden wurde sie Opfer einer Rauchvergiftung. Tramsen aber vermutete einen Racheakt der polnischen Geheimpolizei SB oder des KGB, weil er sich geweigert hatte, seine Unterschrift unter den Bericht der Ärztekommission zurückzuziehen.[76]

## Forschung und Dokumentation
Von den Mitgliedern der Ärztekommission haben lediglich der Finne Saxén und der Däne Tramsen autobiografische Berichte über die Reise nach Katyn hinterlassen, sie wurden beide erst posthum in Auszügen publiziert. Die Universität Genf organisierte 2007 eine wissenschaftliche Konferenz über die Ärztekommission. Vorträge waren Birkle, Hájek, Naville, Palmieri und Tramsen gewidmet.
Die dänische Dokumentarfilmerin Anna Elisabeth Jessen drehte für den Sender Arte einen Film (2006), der Tramsen gewidmet ist. Die polnische Dokumentarfilmerin Grażyna Czermińska befragte für ihren Film „Das Leben der Wahrheit widmend“ (2014) neben Historikern auch Verwandte und Bekannte Birkles, Markows, Navilles, Palmieris und Šubíks.